# Strahinja Eraković
Strahinja Eraković, född 22 januari 2001, är en serbisk fotbollsspelare som spelar för Zenit St. Petersburg.

## Klubbkarriär
I augusti 2022 förlängde Eraković sitt kontrakt i Röda stjärnan Belgrad fram till juni 2026.

## Landslagskarriär
Den 2 juni 2022 debuterade Eraković för Serbiens landslag i en 1–0-förlust mot Norge, där han blev inbytt i den 75:e minuten mot Miloš Veljković. I november 2022 blev Eraković uttagen i Serbiens trupp till VM 2022.